# 9 Lives
9 Lives – debiutancki album studyjny nagrany przez amerykańską wokalistkę pop Kat DeLunę, wydany dnia 7 sierpnia 2007 w Stanach Zjednoczonych nakładem wytwórni Sony Music.
Dnia 29 kwietnia 2008 ukazało się europejskie wydanie krążka, które zostało wzbogacone o jeden utwór.

## Informacje o albumie
Nad produkcją albumu czuwał zespół profesjonalistów z grupy RedOne Productions, który zaaranżował wszystkie utwory z krążka. Oprócz osób z RedOne Productions swój wkład w dzieło mieli także Akon, O' Neil Bryan, czy Shaka Dee. Każda piosenka z longplayu została współstworzona z samą wokalistką.
Krążek wydany został dnia 7 sierpnia 2007 w Stanach Zjednoczonych ze standardową listą utworów. Z powodu sukcesu pierwszego singla "Whine Up" w kilku krajach Europy, album wydany został również na tamtejsze rynki muzyczne jako reedycja. Wersja deluxe dzieła ukazała się dnia 29 lipca 2008 na amerykańskim rynku muzycznym wzbogacona o dodatkowe utwory oraz materiały niepublikowane dotychczas.
Dnia 25 sierpnia 2007 9 Lives zadebiutował na oficjalnym notowaniu Billboard 200 najlepiej sprzedających się albumów w Stanach Zjednoczonych na pozycji #58 z dobytkiem sprzedaży około 11.000 egzemplarzy. Do tej pory krążek nabyło ponad 80.000 fanów artytski. Album znalazł się również na notowaniach najchętniej kupowanych dzieł w Belgii, Finlandii, Francji i Szwajcarii zajmując miejsca w Top 50 tychże notowań.

## Single
Pierwszym singlem promującym krążek stał się utwór "Whine Up" nagrany wspólnie z Elephant Man. Piosenka zyskała sukces w Ameryce Północnej oraz kilku krajach europejskich zajmując, jako najwyższe, pozycje #15 w Kanadzie oraz #29 w Stanach Zjednoczonych. Początkowo drugim singlem z albumu miała być kompozycja "Am I Dreaming" jednak sama wokalistka oraz producenci longplayu zdecydowali się zastąpić początkowy potencjalny singel utworem "Run the Show" zarejestrowanym z gościnnym udziałem Busta Rhymes mając nadzieję, że kompozycja o podobnym rytmie odniesie sukces co debiutancki singel artystki. Trzecim, a zarazem ostatnim singlem prezentującym wydawnictwo stał się utwór "In the End" wydany dnia 30 października 2008 w wybranych krajach europejskich.

## Lista utworów

### Edycja standardowa
1. "9 Lives" (Intro) – 1:06
2. "Run the Show" (Featuring Shaka Dee) – 3:31
3. "Am I Dreaming" – 4:14
4. "Whine Up" (Featuring Elephant Man) – 3:25
5. "Feel What I Feel" – 4:04
6. "Love Me, Leave Me" – 4:11
7. "In the End" – 3:23
8. "Love Confusion" – 4:02
9. "Animal" – 3:23
10. "Be Remembered" (Featuring Shaka Dee) – 3:37
11. "Enjoy Saying Goodbye" – 4:05

Utwory bonusowe
1. "Whine Up" (En Español) (Featuring Elephant Man) – 3:25
2. "Como un Sueño" (Am I Dreaming En Español) – 3:59
3. "Run the Show" (En Español) (Featuring Don Omar) – 3:30
4. "How We Roll" (Japoński utwór bonusowy)
5. "You Are Only Mine" (Japoński utwór bonusowy) – 3:30

### Edycja europejska
1. "9 Lives" (Intro) – 1:08
2. "Run the Show" (Featuring Busta Rhymes) – 3:31
3. "Am I Dreaming" (Featuring Akon) – 3:58
4. "Feel What I Feel" – 4:04
5. "Whine Up" (Featuring Elephant Man) – 3:25
6. "Love Me, Leave Me" – 4:11
7. "In the End" – 3:23
8. "Love Confusion" – 4:02
9. "Animal" – 3:23
10. "You Are Only Mine" – 3:30
11. "Enjoy Saying Goodbye" – 4:05

Utwory bonusowe
1. "Whine Up" (En Español) (Featuring Elephant Man) – 3:25
2. "Run the Show" (En Español) (Featuring Don Omar) – 3:30
3. "Como un Sueño" (Am I Dreaming En Español) – 3:59

## Daty wydania
| Region            | Data             | Uwagi                                     |
| ----------------- | ---------------- | ----------------------------------------- |
| Stany Zjednoczone | 7 sierpnia 2007  | Niedostępny za pośrednictwem iTunes Store |
| Japonia           | 8 sierpnia 2007  | Niedostępny za pośrednictwem iTunes Store |
| Francja           | 21 kwietnia 2008 | Edycja europejska                         |
| Niemcy            | 25 lipca 2008    | Edycja europejska                         |
| Polska            | 8 września 2008  | Edycja europejska                         |

## Pozycje na listach
| Lista sprzedaży (2007/08)    | Najwyższa pozycja |
| ---------------------------- | ----------------- |
| Austria IFPI Albums Chart    | 64                |
| Belgia IFPI Albums Chart     | 16                |
| Finlandia IFPI Albums Chart  | 15                |
| Francja SNEP Albums Chart    | 26                |
| Szwajcaria IFPI Albums Chart | 49                |
| USA RIAA Billboard 200       | 58                |